# 紫紺の刻
『紫紺の刻』（しこんのとき）は、2003年11月14日にBLACK PACKAGEより発売された18禁の陵辱系アダルトゲーム。

## 解説
本作は、BLACK PACKAGEの低価格シリーズであるBP5800シリーズの第2弾である。
BLACK PACKAGEの広報担当者まるのじはGame-Styleに寄せたメーカーコメントの中で、 前作『漆黒の華』の反省として、差分を増やして臨場感を出せるようにしたと述べている。

## あらすじ
パパラッチ系のフリー記者・大森秋雄は、妹の死について調べているうちに、豪華客船リリー・マルレーンにたどり着く。
その船の中では多くの少女が性奴隷としてこき使われており、彼の妹もまた商品として酷使された末に衰弱死していた。
リリー・マルレーンのオーナーが樋口静子という女性であり、静子に娘がいることを知った秋雄は、恨みを晴らすためにその船に乗った。

## 登場人物
大森秋雄（おおもり あきお）
声 - なし
主人公。かつては西都新聞文化部に所属していたが、暴力事件を起こしたため解雇され、パパラッチ系のフリー記者として生計を立てている。
正義感が強いわけではなく、単に暴力的なだけであり、リリー・マルレーンに乗り込んだのも、妹の死に対する憤慨に由来する。
樋口綾（ひぐち あや）
声 - 島香麗子
静子の娘。娼館としてのリリー・マルレーンについて聞かされておらず、箱入り娘として育てられたため、内気ながらも純粋無垢な性格をしている。
大苑佳奈恵（だいえん かなえ）
声 - 乃田あす実
綾の友人。自己主張が弱く、おとなしい性格をしている。絵画コンクールに入賞した際、西都新聞の記者だった秋雄の取材を受けている。
駒村美紀（こまむら みき）
声 - 楠鈴音
綾の友人で、秋雄の世話役としてあてがわれた少女。佳奈恵とは対照的に活発な性格だが、援助交際を楽しくて儲かることとしてとらえている。
樋口静子（ひぐち しすこ）
声 - 瞳沖流
綾の母親にして、リリー・マルレーンのオーナー。謎の多い人物でもある。

## スタッフ
- 原画：藤原秋久、村上真
- シナリオ：三波雄、なかぢ
- 音楽：ミリオンバンブー